# Trichoptya nigropunctata
Trichoptya nigropunctata là một loài bướm đêm trong họ Noctuidae.